# Temporada 2012 de Superstars Series
La Temporada 2012 de Superstars Series fue la novena temporada de las Superstars Series y la sexta temporada del International Superstars Series. La temporada empezó en Monza el 1 de abril y terminó el 28 de octubre en Pergusa. La temporada constó de 8 pruebas para el International Superstars Series y de 5 pruebas para el Campeonato Italiano Superstars. Como novedad este año, la marca de neumáticos Hankook se convierte en suministradora oficial de las Superstars Series.

## Formato de fin de semana
El sábado se disputan 2 entrenamientos libres de 30 minutos cada uno y, posteriormente, una sesión de clasificación de 30 minutos que determina la parrilla de salida de la 1ª carrera del domingo.
El domingo se disputan 2 carreras de 25 minutos + 1 vuelta cada una. La parrilla de salida de la 2ª carrera se configura en función de los resultados de la 1ª carrera, los 8 primeros clasificados de la 1ª carrera salen en orden inverso en la 2ª carrera.

## Calendario
La séptima prueba que debía disputarse en Portugal el 16 se septiembre en el Algarve fue suspendida debido a las dificultades de los organizadores portugueses para organizar la prueba, la organización de las Superstars Series decidió trasladarla a Pergusa y se disputó el 27 y 28 de octubre. Además, la prueba prevista en Sentul para el 11 de noviembre, canceló.
| Ronda | Ronda | Circuito                             | Fecha      | Pole Position        | Piloto Ganador       | Equipo Ganador     | Vuelta Rápida        |
| ----- | ----- | ------------------------------------ | ---------- | -------------------- | -------------------- | ------------------ | -------------------- |
| 1     | R1    | Autodromo Nazionale Monza            | 1 abril    | Max Pigoli           | Max Pigoli           | Ferlito Motors     | Andrea Larini        |
| 1     | R2    | Autodromo Nazionale Monza            | 1 abril    | Nico Caldarola       | Vitantonio Liuzzi    | CAAL Racing        | Francesco Sini       |
| 2     | R1    | Autodromo Enzo e Dino Ferrari        | 22 abril   | Johan Kristoffersson | Johan Kristoffersson | KMS Motorsport     | Gianni Morbidelli    |
| 2     | R2    | Autodromo Enzo e Dino Ferrari        | 22 abril   | Andrea Boffo         | Johan Kristoffersson | KMS Motorsport     | Gianni Morbidelli    |
| 3     | R1    | Donington Park                       | 20 mayo    | Gianni Morbidelli    | Gianni Morbidelli    | Audi Sport Italia  | Gianni Morbidelli    |
| 3     | R2    | Donington Park                       | 20 mayo    | Andrea Larini        | Gianni Morbidelli    | Audi Sport Italia  | Gianni Morbidelli    |
| 4     | R1    | Autodromo Internazionale del Mugello | 3 junio    | Thomas Biagi         | Andrea Larini        | Romeo Ferraris     | Johnny Herbert       |
| 4     | R2    | Autodromo Internazionale del Mugello | 3 junio    | Ananda Mikola        | Francesco Sini       | Solaris Motorsport | Stefano Gabellini    |
| 5     | R1    | Hungaroring                          | 1 julio    | Vitantonio Liuzzi    | Vitantonio Liuzzi    | CAAL Racing        | Johan Kristoffersson |
| 5     | R2    | Hungaroring                          | 1 julio    | Domenico Ferlito     | Christian Klien      | Swiss Team         | Thomas Biagi         |
| 6     | R1    | Circuit de Spa-Francorchamps         | 15 julio   | Gianni Morbidelli    | Gianni Morbidelli    | Audi Sport Italia  | Johan Kristoffersson |
| 6     | R2    | Circuit de Spa-Francorchamps         | 15 julio   | Andrea Larini        | Gianni Morbidelli    | Audi Sport Italia  | Gianni Morbidelli    |
| 7     | R1    | ACI Vallelunga Circuit               | 7 octubre  | Johan Kristoffersson | Johan Kristoffersson | KMS Motorsport     | Johan Kristoffersson |
| 7     | R2    | ACI Vallelunga Circuit               | 7 octubre  | Giancarlo Fisichella | Johan Kristoffersson | KMS Motorsport     | Johan Kristoffersson |
| 8     | R1    | Autodromo di Pergusa                 | 28 octubre | Raffaele Giammaria   | Raffaele Giammaria   | Romeo Ferraris     | Raffaele Giammaria   |
| 8     | R2    | Autodromo di Pergusa                 | 28 octubre | Mauro Cesari         | Raffaele Giammaria   | Romeo Ferraris     | Raffaele Giammaria   |

     Solo International Superstars Series
     International Superstars Series y Campeonato Italiano Superstars 

## Equipos y Pilotos
| Equipo             | Coche                  | N.º | Pilotos              | Rondas    |
| ------------------ | ---------------------- | --- | -------------------- | --------- |
| Swiss Team         | Maserati Quattroporte  | 01  | Mika Salo            | 1, 6      |
| Swiss Team         | Maserati Quattroporte  | 01  | Christian Fittipaldi | 2, 8      |
| Swiss Team         | Maserati Quattroporte  | 01  | Johnny Herbert       | 3–4       |
| Swiss Team         | Maserati Quattroporte  | 01  | Christian Klien      | 5         |
| Swiss Team         | Maserati Quattroporte  | 01  | Giancarlo Fisichella | 7         |
| Swiss Team         | Maserati Quattroporte  | 02  | Mauro Cesari         | Todas     |
| Team BMW Dinamic   | BMW M3 E92             | 03  | Thomas Biagi         | Todas     |
| Team BMW Dinamic   | BMW M3 E92             | 04  | Sandro Bettini       | 1–4       |
| Team BMW Dinamic   | BMW M3 E92             | 04  | Franco Fumi          | 5         |
| Team BMW Dinamic   | BMW M3 E92             | 04  | Jeff Smith           | 6         |
| Team BMW Dinamic   | BMW M3 E92             | 04  | Max Mugelli          | 7–8       |
| Team BMW Dinamic   | BMW M3 E92             | 06  | Stefano Gabellini    | 1–6       |
| Team BMW Dinamic   | BMW M3 E92             | 06  | Giovanni Berton      | 7–8       |
| Todi Corsé         | BMW M3 E90             | 08  | Francesco Ascani     | 1–2, 4, 7 |
| Todi Corsé         | BMW 550i E60           | 56  | Leonardo Baccarelli  | 1–2, 4, 7 |
| Todi Corsé         | BMW 550i E60           | 56  | Marco Pollara        | 8         |
| W&D Racing Team    | BMW M3 E90             | 09  | Paolo Meloni         | 1–7       |
| W&D Racing Team    | BMW M3 E90             | 10  | Walter Meloni        | 1–7       |
| Solaris Motorsport | Chevrolet Lumina CR8   | 11  | Simone Iacone        | 8         |
| Solaris Motorsport | Chevrolet Lumina CR8   | 12  | Francesco Sini       | Todas     |
| Ferlito Motors     | Jaguar XF/R 5.0        | 18  | Max Pigoli           | Todas     |
| Ferlito Motors     | Jaguar XF/R 5.0        | 19  | Gian María Gabbiani  | 1         |
| Ferlito Motors     | Jaguar XF/R 5.0        | 19  | Ananda Mikola        | 2         |
| Ferlito Motors     | Jaguar XF/R 5.0        | 19  | Tom Onslow-Cole      | 3         |
| Ferlito Motors     | Jaguar XF/R 5.0        | 19  | Andrea Boffo         | 4         |
| Ferlito Motors     | Jaguar XF/R 5.0        | 19  | Domenico Ferlito     | 5–7       |
| Ferlito Motors     | Jaguar XF/R 5.0        | 19  | Ezio Muccio          | 8         |
| MRT by Nocentini   | Chrysler 300C SRT-8    | 22  | Niccolò Mercatali    | 1         |
| MRT by Nocentini   | Chrysler 300C SRT-8    | 22  | Alessandro Battaglin | 7         |
| MRT by Nocentini   | Lexus IS-F             | 23  | Simone Monforte      | 1         |
| MRT by Nocentini   | Lexus IS-F             | 23  | Michele Faccin       | 7         |
| Roma Racing Team   | Mercedes C63 AMG       | 27  | Nico Caldarola       | 1–4, 6    |
| Roma Racing Team   | Mercedes C63 AMG Coupé | 27  | Nico Caldarola       | 7–8       |
| Roma Racing Team   | Mercedes C63 AMG       | 28  | Andrea Boffo         | 1–3       |
| Roma Racing Team   | Mercedes C63 AMG       | 28  | Ananda Mikola        | 4         |
| Roma Racing Team   | Mercedes C63 AMG       | 28  | Alessandro Garofano  | 6         |
| Roma Racing Team   | Mercedes C63 AMG       | 28  | Luca Rangoni         | 6         |
| Roma Racing Team   | Mercedes C63 AMG       | 28  | Luigi Ferrara        | 8         |
| Romeo Ferraris     | Mercedes C63 AMG       | 30  | Camilo Zurcher       | 4–7       |
| Romeo Ferraris     | Mercedes C63 AMG       | 30  | Raffaele Giammaria   | 8         |
| Romeo Ferraris     | Mercedes C63 AMG       | 99  | Andrea Larini        | Todas     |
| Scuderia Giudici   | BMW M3 E92             | 33  | Riccardo Bossi       | 1         |
| Scuderia Giudici   | BMW M3 E92             | 33  | Gianni Giudici       | 2, 4–5, 7 |
| Scuderia Giudici   | BMW M3 E92             | 43  | Marco Fumagalli      | 2, 4      |
| Scuderia Giudici   | BMW M3 E92             | 43  | Andrea Perlini       | 2, 4      |
| Scuderia Giudici   | BMW M3 E92             | 43  | Norbert Michelisz    | 5         |
| Scuderia Giudici   | BMW 550i E60           | 43  | Marco Fumagalli      | 1         |
| Scuderia Giudici   | BMW 550i E60           | 43  | Andrea Perlini       | 1         |
| Audi Sport Italia  | Audi RS5               | 45  | Gianni Morbidelli    | Todas     |
| KMS Motorsport     | Audi RS5               | 46  | Johan Kristoffersson | Todas     |
| MTM Motorsport     | Audi RS4               | 47  | Thomas Schöffler     | 1         |
| MTM Motorsport     | Audi RS5               | 47  | Thomas Schöffler     | 2–8       |
| CAAL Racing        | Mercedes C63 AMG       | 54  | Vitantonio Liuzzi    | Todas     |
| CAAL Racing        | Mercedes C63 AMG       | 58  | Max Mugelli          | 1–5       |
| CAAL Racing        | Mercedes C63 AMG       | 58  | Luigi Ferrara        | 6         |
| CAAL Racing        | Mercedes C63 AMG       | 58  | Andrea Bacci         | 7–8       |

## Sistema de puntuación
| Posición | 1º | 2º | 3º | 4º | 5º | 6º | 7º | 8º | 9º | 10º | Pole | V.Rápida |
| Puntos   | 20 | 15 | 12 | 10 | 8  | 6  | 4  | 3  | 2  | 1   | 1    | 1        |
| -------- | -- | -- | -- | -- | -- | -- | -- | -- | -- | --- | ---- | -------- |

## Campeones de las Superstars Series 2012
| Campeonato                           | Pos | Piloto               | Equipo                          | Coche                            | Puntos |
| ------------------------------------ | --- | -------------------- | ------------------------------- | -------------------------------- | ------ |
| International Superstars Series 2012 | 1   | Johan Kristoffersson | KMS Motorsport                  | Audi RS5                         | 185    |
| International Superstars Series 2012 | 2   | Vitantonio Liuzzi    | CAAL Racing                     | Mercedes C63 AMG                 | 181    |
| International Superstars Series 2012 | 3   | Thomas Biagi         | Team BMW Dinamic                | BMW M3 E92                       | 161    |
| Campeonato Italiano Superstars 2012  | 1   | Johan Kristoffersson | KMS Motorsport                  | Audi RS5                         | 124    |
| Campeonato Italiano Superstars 2012  | 2   | Thomas Biagi         | Team BMW Dinamic                | BMW M3 E92                       | 100    |
| Campeonato Italiano Superstars 2012  | 3   | Vitantonio Liuzzi    | CAAL Racing                     | Mercedes C63 AMG                 | 92     |
| Rookie del año 2012                  | 1   | Johan Kristoffersson | KMS Motorsport                  | Audi RS5                         | 120    |
| Rookie del año 2012                  | 2   | Thomas Schoffler     | MTM Motorsport                  | Audi RS5                         | 104    |
| Rookie del año 2012                  | 3   | Andrea Boffo         | Roma Racing Team Ferlito Motors | Mercedes C63 AMG Jaguar XF/R 5.0 | 52     |

## Clasificación del International Superstars Series
| Pos | Piloto               | MON | MON | IMO | IMO | DON | DON | MUG | MUG | HUN | HUN | SPA | SPA | VAL | VAL | PER | PER | Pts |
| --- | -------------------- | --- | --- | --- | --- | --- | --- | --- | --- | --- | --- | --- | --- | --- | --- | --- | --- | --- |
| 1   | Johan Kristoffersson | 5   | Ret | 1   | 1   | 2   | 2   | 4   | 7   | 5   | Ret | 2   | Ret | 1   | 1   | 5   | Ret | 185 |
| 2   | Vitantonio Liuzzi    | 3   | 1   | 6   | Ret | 5   | 3   | 5   | 5   | 1   | 2   | 3   | 2   | 4   | 7   | 3   | 9   | 181 |
| 3   | Thomas Biagi         | 4   | 4   | 3   | 2   | 4   | 6   | Ret | 3   | 2   | 3   | 10  | 4   | 3   | 6   | Ret | 3   | 161 |
| 4   | Gianni Morbidelli    | 7   | 5   | 17  | 14  | 1   | 1   | Ret | DNS | 13  | Ret | 1   | 1   | 18  | 5   | 6   | Ret | 128 |
| 5   | Francesco Sini       | Ret | 3   | 4   | Ret | 10  | 4   | 7   | 1   | 14  | 8   | 11  | Ret | 17  | 17  | 2   | Ret | 92  |
| 6   | Andrea Larini        | 2   | 7   | 2   | 7   | 8   | 11  | 1   | Ret | 7   | 9   | 8   | 14  | 14  | 9   | Ret | DSQ | 89  |
| 7   | Stefano Gabellini    | 17  | 8   | 7   | 6   | 7   | Ret | 3   | 2   | Ret | 5   | 9   | 5   |     |     |     |     | 75  |
| 8   | Thomas Schöffler     | 12  | Ret | 9   | 5   | 6   | Ret | 11  | 15  | 10  | 10  | 7   | 6   | 2   | 4   | 9   | Ret | 71  |
| 9   | Max Pigoli           | 1   | 2   | 10  | 16  | 9   | Ret | 6   | Ret | Ret | DNS | 19  | 9   | Ret | DNS | 11  | DNS | 60  |
| 10  | Raffaele Giammaria   |     |     |     |     |     |     |     |     |     |     |     |     |     |     | 1   | 1   | 45  |
| 11  | Max Mugelli          | 9   | 14  | 11  | 15  | 11  | Ret | 16  | 9   | DNS | DNS |     |     | 6   | 3   | 13  | 7   | 38  |
| 12  | Johnny Herbert       |     |     |     |     | 3   | 7   | 2   | Ret |     |     |     |     |     |     |     |     | 36  |
|     | Mauro Cesari         | 16  | 10  | 12  | 9   | 13  | 9   | 10  | 6   | DNS | DNS | 17  | Ret | 10  | 12  | 8   | 6   | 36  |
| 14  | Camilo Zurcher       |     |     |     |     |     |     | Ret | 14  | 6   | 6   | 6   | Ret | 5   | Ret |     |     | 34  |
|     | Paolo Meloni         | 10  | 15  | 13  | 11  | 12  | 5   | 9   | 8   | 15  | 7   | 16  | 15  | 9   | 14  |     |     | 34  |
| 16  | Luigi Ferrara        |     |     |     |     |     |     |     |     |     |     | 4   | 11  |     |     | 7   | 2   | 33  |
| 17  | Christian Klien      |     |     |     |     |     |     |     |     | 4   | 1   |     |     |     |     |     |     | 32  |
|     | Nico Caldarola       | 8   | 6   | 19  | 8   | 15  | 10  | 14  | 10  |     |     | 14  | 8   | Ret | 18  | 10  | Ret | 32  |
| 19  | Mika Salo            | 6   | 16  |     |     |     |     |     |     |     |     | 5   | 3   |     |     |     |     | 30  |
|     | Christian Fittipaldi |     |     | 5   | 4   |     |     |     |     |     |     |     |     |     |     | Ret | 5   | 30  |
| 21  | Andrea Boffo         | 19  | 9   | 8   | 3   | 17  | 8   | Ret | 16  |     |     |     |     |     |     |     |     | 28  |
| 22  | Giovanni Berton      |     |     |     |     |     |     |     |     |     |     |     |     | 7   | 2   | 12  | Ret | 23  |
| 23  | Andrea Bacci         |     |     |     |     |     |     |     |     |     |     |     |     | 11  | 8   | 4   | Ret | 17  |
|     | Ananda Mikola        |     |     | Ret | Ret |     |     | 8   | 4   |     |     |     |     |     |     |     |     | 17  |
| 25  | Norbert Michelisz    |     |     |     |     |     |     |     |     | 3   | Ret |     |     |     |     |     |     | 14  |
|     | Franco Fumi          |     |     |     |     |     |     |     |     | 9   | 4   |     |     |     |     |     |     | 14  |
|     | Walter Meloni        | 13  | 11  | 16  | 12  | 16  | 13  | 13  | 12  | 12  | Ret | 18  | 13  | 15  | 15  |     |     | 14  |
| 28  | Simone Iacone        |     |     |     |     |     |     |     |     |     |     |     |     |     |     | Ret | 4   | 12  |
| 29  | Domenico Ferlito     |     |     |     |     |     |     |     |     | 8   | 11  | 15  | 10  | 12  | 10  |     |     | 11  |
| 30  | Sandro Bettini       | 11  | Ret | 14  | 10  | 14  | 12  | Ret | DNS |     |     |     |     |     |     |     |     | 8   |
| 31  | Jeff Smith           |     |     |     |     |     |     |     |     |     |     | 13  | 7   |     |     |     |     | 6   |
|     | Francesco Ascani     | DNS | DNS | 18  | Ret |     |     | 12  | 11  |     |     |     |     | 13  | 13  |     |     | 6   |
|     | Leonardo Baccarelli  | 14  | 12  | DNS | DNS |     |     | Ret | 13  |     |     |     |     | Ret | 16  |     |     | 6   |
| 34  | Giancarlo Fisichella |     |     |     |     |     |     |     |     |     |     |     |     | 8   | 11  |     |     | 5   |
|     | Ezio Muccio          |     |     |     |     |     |     |     |     |     |     |     |     |     |     | Ret | 8   | 5   |
|     | Gianni Giudici       |     |     | Ret | DNS |     |     | Ret | DNS | 11  | Ret |     |     | 16  | DNS |     |     | 5   |
| 37  | Marco Fumagalli      | 15  |     |     | 13  |     |     | 15  |     |     |     |     |     |     |     |     |     | 3   |
| 38  | Andrea Perlini       |     | 13  | 15  |     |     |     |     | DNS |     |     |     |     |     |     |     |     | 2   |
|     | Marco Pollara        |     |     |     |     |     |     |     |     |     |     |     |     |     |     | 14  | Ret | 2   |
|     | Niccolò Mercatali    | 18  | Ret |     |     |     |     |     |     |     |     |     |     |     |     |     |     | 2   |
|     | Tom Onslow-Cole      |     |     |     |     | 18  | Ret |     |     |     |     |     |     |     |     |     |     | 2   |
|     | Gian Maria Gabbiani  | Ret | Ret |     |     |     |     |     |     |     |     |     |     |     |     |     |     | 2   |
|     | Michele Faccin       |     |     |     |     |     |     |     |     |     |     |     |     | Ret | Ret |     |     | 2   |
| 44  | Luca Rangoni         |     |     |     |     |     |     |     |     |     |     | 12  |     |     |     |     |     | 1   |
|     | Alessandro Garofano  |     |     |     |     |     |     |     |     |     |     |     | 12  |     |     |     |     | 1   |
|     | Riccardo Bossi       | Ret | DNS |     |     |     |     |     |     |     |     |     |     |     |     |     |     | 1   |
| 47  | Simone Monforte      | DNS | DNS |     |     |     |     |     |     |     |     |     |     |     |     |     |     | 0   |
|     | Alessandro Battaglin |     |     |     |     |     |     |     |     |     |     |     |     | DNS | DNS |     |     | 0   |
| Pos | Piloto               | MON | MON | IMO | IMO | DON | DON | MUG | MUG | HUN | HUN | SPA | SPA | VAL | VAL | PER | PER | Pts |

| Color     | Resultado                                                               |
| --------- | ----------------------------------------------------------------------- |
| Oro       | Ganador                                                                 |
| Plata     | 2.ª plaza                                                               |
| Bronce    | 3.ª plaza                                                               |
| Verde     | Finalizó en los puntos                                                  |
| Azul      | Finalizó sin puntos                                                     |
| Azul      | NC - No clasificado                                                     |
| Violeta   | Ret - No terminó (Carrera)                                              |
| Rojo      | DNQ - No se clasificó                                                   |
| Negro     | DSQ - Descalificado                                                     |
| Blanco    | DNS - No empezó (carrera)                                               |
| Blanco    | WD - Retirado (fin de semana)                                           |
| Blanco    | C - Carrera cancelada                                                   |
| Sin color | DNP - Inscrito pero no participó                                        |
| Sin color | INJ - Lesionado                                                         |
| Sin color | EX - Excluido                                                           |
| Estado    | Resultado                                                               |
| Negrita   | Pole position                                                           |
| Cursiva   | Vuelta rápida                                                           |
| †         | Abandona, pero clasifica al completar el porcentaje requerido para ello |

### Campeonato de escuderías
| Pos | Escuderías          | Constructor     | Puntos |
| --- | ------------------- | --------------- | ------ |
| 1   | Dinamic             | BMW             | 276    |
| 2   | CAAL Racing         | Mercedes-Benz   | 222    |
| 3   | Audi Sport KMS      | Audi            | 185    |
| 4   | Swiss Team          | Maserati        | 169    |
| 5   | Romeo Ferraris      | Mercedes-Benz   | 167    |
| 6   | Audi Sport Italia   | Audi            | 128    |
| 7   | Solaris Motorsport  | Chevrolet       | 104    |
| 8   | Roma Racing Team    | Mercedes-Benz   | 96     |
| 9   | Ferlito Motors      | Jaguar          | 84     |
| 10  | Audi MTM Motorsport | Audi            | 71     |
| 11  | W&D Racing Team     | BMW             | 48     |
| 12  | Scuderia Giudici    | BMW             | 25     |
| 13  | Todi Corse          | BMW             | 14     |
| 14  | MRT by Nocentini    | Chrysler, Lexus | 4      |